# Rue des Prêtres-Saint-Germain-l'Auxerrois
Rue des Prêtres-Saint-Germain-l'Auxerrois är en gata i Quartier Saint-Germain-l'Auxerrois i Paris första arrondissement. Gatan är uppkallad efter de präster (franska: prêtres), vilka tidigare bodde i klostret vid kyrkan Saint-Germain-l'Auxerrois. Rue des Prêtres-Saint-Germain-l'Auxerrois börjar vid Place de l'École 5 och Rue de l'Arbre-Sec och slutar vid Place du Louvre 1.

## Bilder
| - Gatuskylt. - Rue des Prêtres-Saint-Germain-l'Auxerrois. - Rue des Prêtres-Saint-Germain-l'Auxerrois. Fotografi från 1800-talets andra hälft. |

## Omgivningar
- Saint-Germain-l'Auxerrois
- Louvren
- Impasse des Provençaux
- Rue de l'Arbre-Sec
- Rue Baillet
- Rue de la Monnaie
- Place de l'École
- Fontaine de la Croix-du-Trahoir
- Rue de la Vieille-Monnaie

### Webbkällor
- ”Rue des Prêtres-Saint-Germain-l'Auxerrois”. Mairie de Paris. https://web.archive.org/web/20160303174710/http://www.v2asp.paris.fr/commun/v2asp/v2/nomenclature_voies/Voieactu/7790.nom.htm. Läst 29 september 2023.
- ”Rue des Prêtres-Saint-Germain-l'Auxerrois”. Les rues de Paris. https://web.archive.org/web/20190901175512/http://www.parisrues.com/rues01/paris-01-rue-des-pretres-saint-germain-l-auxerrois.html. Läst 29 september 2023.